# Jabbeke
Jabbeke est une commune néerlandophone de Belgique située en Région flamande dans la Province de Flandre-Occidentale.

## Héraldique
|  | La commune possède des armoiries qui lui ont été octroyées le 11 avril 1843 et changées le 17 avril 1990. L'origine des trois cygnes n'est pas claire. Les armoiries apparaissent sur une carte du XVIIe siècle. La municipalité s'est basée sur ces armoiries lorsqu’elle a dû choisir. Blasonnement : Écartelé : 1 : De sable à 10 coquillages d'argent, posés 4, 3 et 3. 2 : De sable à un cygne d'argent, becqué de gueules, nageant sur une onde au naturel. 3 : D'argent à une pierre tombale d'azur dont émerge deux bois de cerf de gueules. 4 : De sable à trois épées d'argent posées en bandes, la pointe en bas. De sable à trois cygnes d'argent, becqués et membrés de gueules sur le tout. Source du blasonnement : Heraldy of the World. |

## Géographie
La commune de Jabbeke est formée des communes fusionnées de Jabbeke, Snellegem, Stalhille, Varsenare et Zerkegem. Les villages de Snellegem et Zerkegem se trouvent au sud de Jabbeke. Stalhille est située au nord du canal Bruges-Ostende. Varsenare se trouve à l'est, contre l'agglomération de Bruges.

### Sections de la commune
| # | Section         | Superf. (km2) | Habitants (2020) | Habitants par km2 | Code INS |
| - | --------------- | ------------- | ---------------- | ----------------- | -------- |
| 1 | Jabbeke (I)     | 13,47         | 4 628            | 343               | 31012A   |
| 2 | Zerkegem (V)    | 8,16          | 1 818            | 223               | 31012B   |
| 3 | Stalhille (II)  | 10,78         | 660              | 61                | 31012C   |
| 4 | Varsenare (III) | 10,20         | 5 101            | 500               | 31012D   |
| 5 | Snellegem (IV)  | 11,25         | 1 660            | 148               | 31012E   |

### Communes limitrophes
- a. Bruges (ville de Bruges)
- b. Saint-André (ville de Bruges)
- c. Zedelghem (commune de Zedelghem)
- d. Aertrycke (commune de Zedelghem)
- e. Bekegem (commune d'Ichtegem)
- f. Roksem (ville d'Oudenburg)
- g. Ettelgem (stad Oudenburg)
- h. Klemskerke (commune du Coq)
- i. Vlissegem (commune du Coq)
- j. Houtave (commune de Zuyenkerque)
- k. Meetkerke (commune de Zuyenkerque)

## Démographie

### Évolution démographique: avant la fusion des communes
- Sources : INS, Rem. : 1831 jusqu'en 1970 = recensements, 1976 = nombre d'habitants au 31 décembre[3].

### Évolution démographique: commune fusionnée
En tenant compte des anciennes communes entraînées dans la fusion de communes de 1977, on peut dresser l'évolution suivante :
- Source : DGS. de 1831 à 1981 = recensements population ; à partir de 1990 = nombre d'habitants chaque 1er janvier[4].

## Film tourné à Jabbeke
- 1984 - 1985 : Permeke de Henri Storck et Patrick Conrad

## Personnalités liées à la commune
- Romain Maes, vainqueur du Tour de France de 1935, est né à Zerkegem en 1913.
- La maison de Constant Permeke, un artiste-peintre belge, et son atelier à Jabbeke sont transformés en Musée provincial Constant Permeke en 1959.

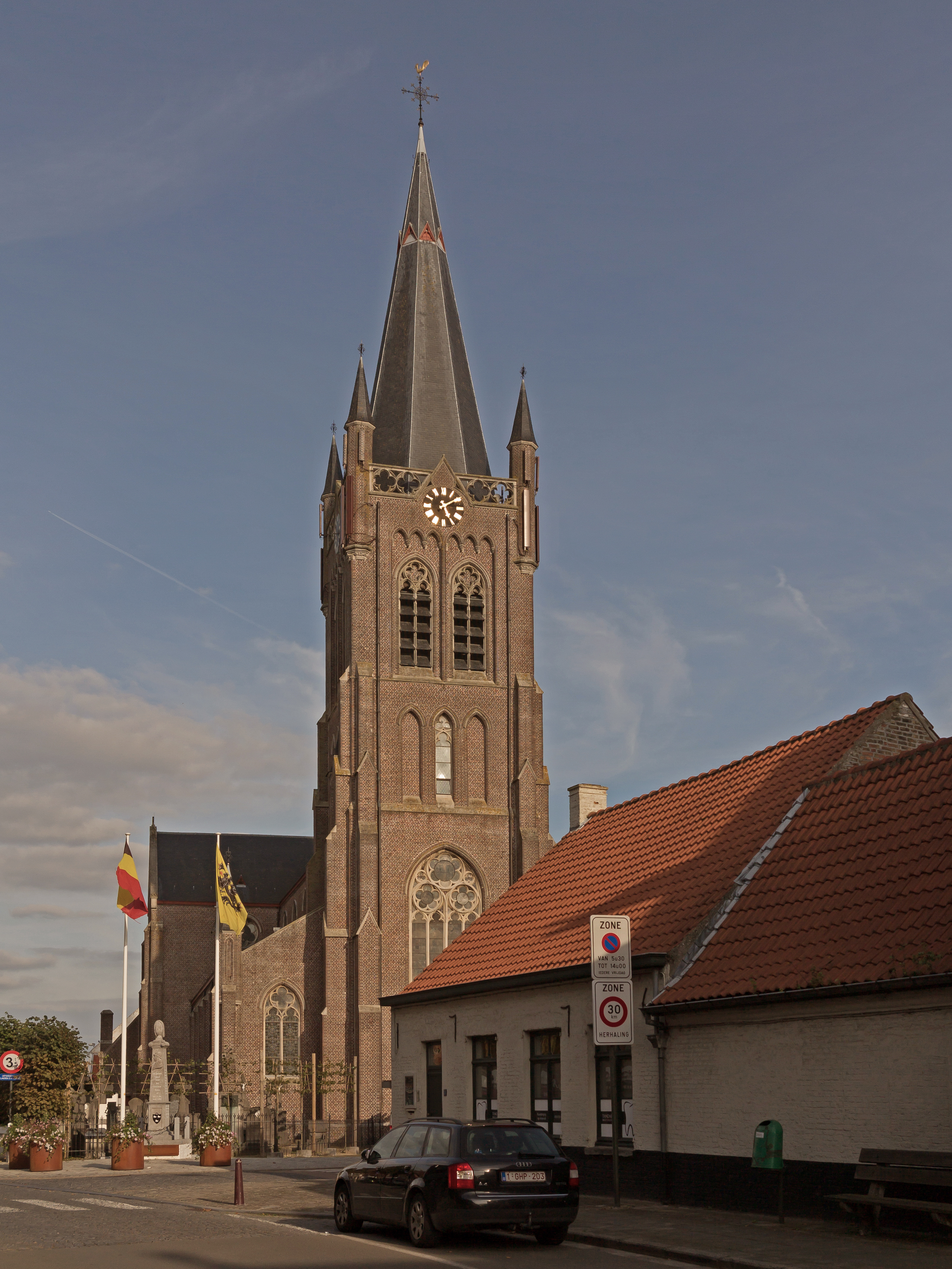
Jabbeke, l'église : de Sint Blasiuskerk.